# Sneeuwmug
De sneeuwmug (Chionea belgica) is een tweevleugelige uit de familie steltmuggen (Limoniidae). De soort komt voor in het Palearctisch gebied.
De sneeuwmug wordt ongeveer 4 tot 5 millimeter lang en heeft in tegenstelling tot veel andere steltmuggen geen vleugels. De mug lijkt hierdoor meer op een wants. De sneeuwmug is alleen in de winter actief, plant zich dan voort en kan zelfs op sneeuw worden aangetroffen. De verpopping vindt plaats in november, adulten kunnen worden aangetroffen tot februari. Het meest actief zijn de muggen in december.
De mug was lange tijd alleen bekend uit België, maar is in Nederland ook in Zuid-Limburg aangetroffen, en daarnaast in Duitsland, Denemarken, Hongarije en Zwitserland.